# Baia della Gižiga
La baia della Gižiga (in russo Гижи́гинская губа́, Gižiginskaja guba?) è un'insenatura situata sulla costa nord-orientale del mare di Ochotsk, in Russia, appartenente all'oblast' di Magadan (Circondario federale dell'Estremo Oriente).

## Geografia
Delimitata ad est dalla penisola di Tajgonos (полуостров Тайгонос) che la divide dalla baia della Penžina, è situata nella parte nordorientale del golfo di Šelichov, a sua volta insenatura del mare di Ochotsk; ha una lunghezza di 148 km, una larghezza media che va da circa 260 km all'imboccatura a 30-40 nella sezione settentrionale. Le maree raggiungono un'altezza di quasi 10 metri.
La baia prende il nome dal fiume omonimo, che vi sfocia nella sua parte nordorientale. I principali centri urbani lungo le coste sono Gižiga ed Ėvensk.